# بنرپس ای میرامبی
بنرپس ای میرامبی (به اسپانیایی: Bonrepòs i Mirambell) یک شهرستان در اسپانیا است که در Horta Nord واقع شده‌است.

## خصوصیات
بنرپس ای میرامبی ۱٫۱ کیلومترمربع مساحت و ۳٬۱۳۲ نفر جمعیت دارد و ۲۷ متر بالاتر از سطح دریا واقع شده‌است.